# Лорика гамата

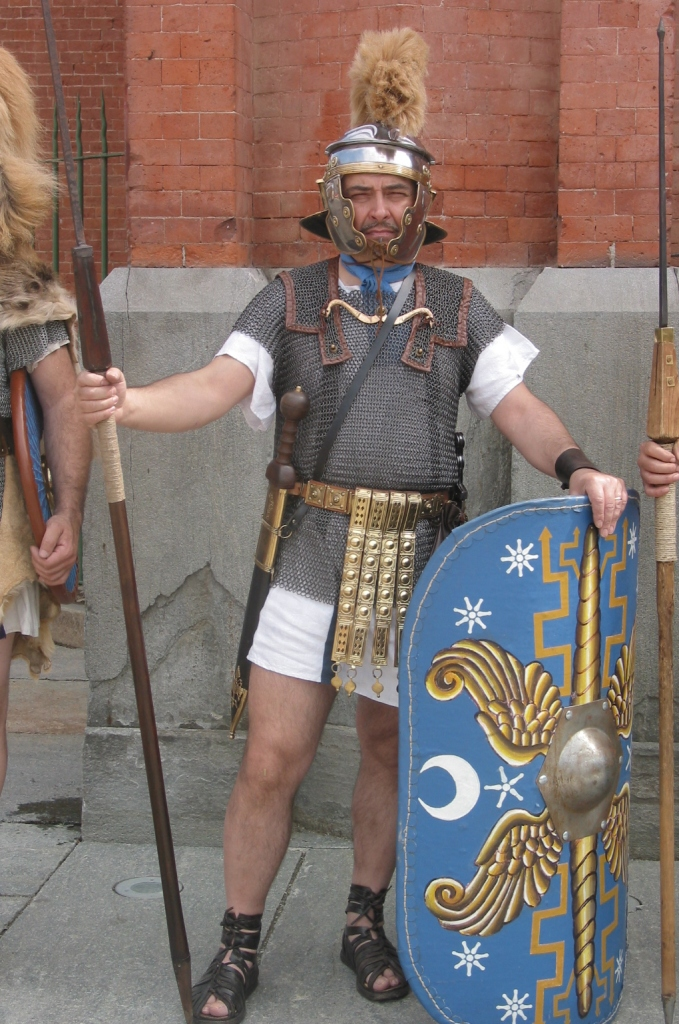
Легіонер у лорика гамата. Сучасна реконструкція

Лори́ка гама́та (лат. lorica hamata, дос. «гачкуватий панцир», від hamus — «гачок») — тип давньоримського панцира лорика), який складався з залізних кілець, давньоримська кольчуга.

## Опис
Типи лорика гамата різнилися залежно від роду військ. Зазвичай вона мала пласкі (шайбоподібні) кільця, які робилися з бронзи або заліза та мали діаметр 5-7 мм. Кільця скріплялися у смуги (ланцюги), які розташовувалися горизонтально, що надавало обладунку гнучкості, міцності та надійності. Число кілець у лорика гамата могло сягати 40 000.
Первісно вона була досить короткою, сягала лише до стегон, а також не мала рукавів — для захисту плечей до неї додавали наплічники. Вони з'єдналися на грудях з кольчужним полотном бронзовими або залізними гачками, йшли догори через плечі, а на спині теж скріплялися з кольчугою.
Лорика гамата також слугувала основою для виготовлення панцира лорика плюмата — для цього до її кілець вертикально кріпилися видовжені металеві пластинки, які утворювали своєрідне залізне «пір'я».

## Історія

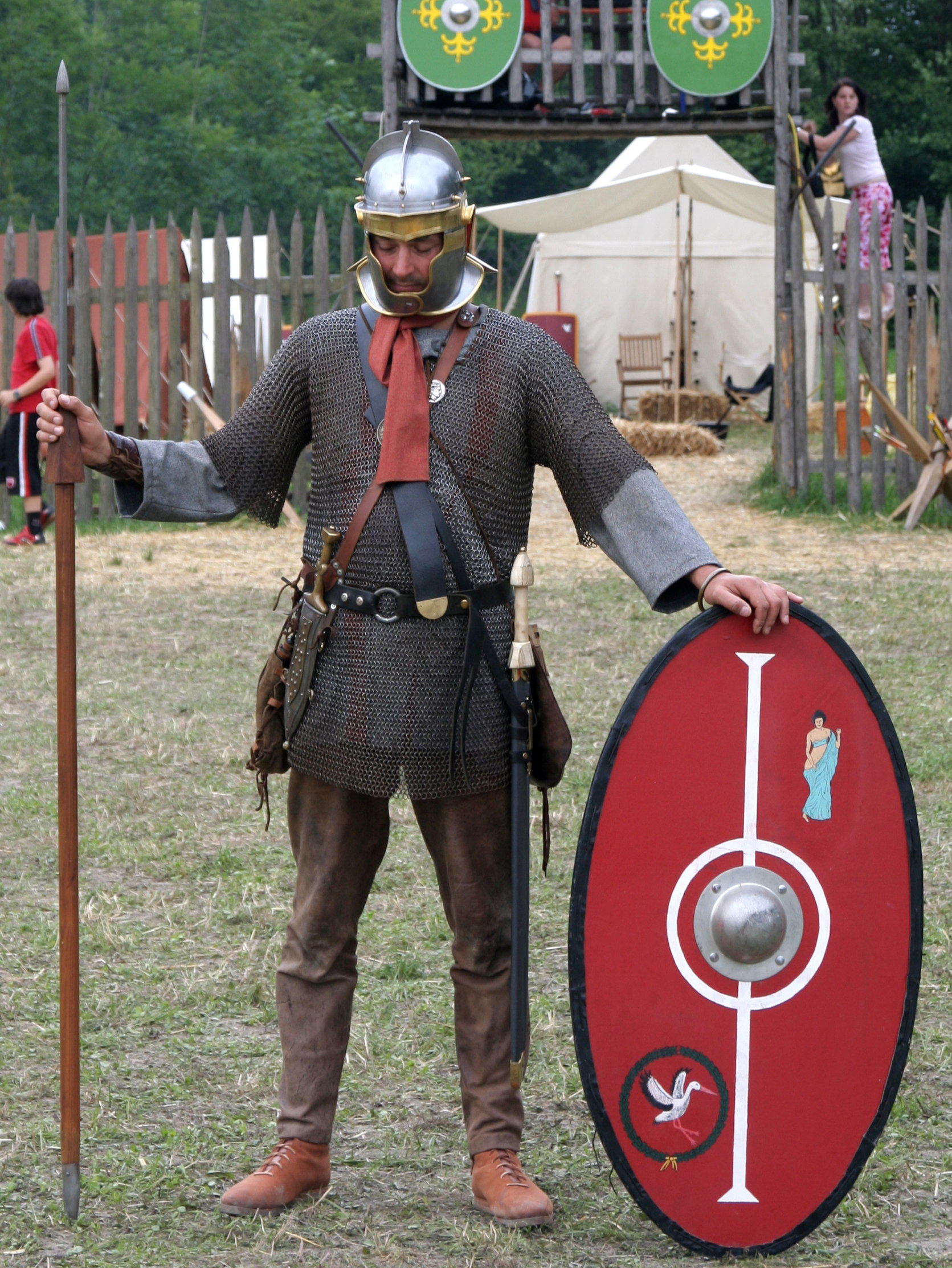
Римський ауксиліарій з північних провінцій у лорика гамата

Припускають, що кольчуги могли бути запозичені римлянами від кельтських або іберійських племен. Римські легіонери використовували лорика гамата до впровадження пластинчастого панцира лорика сегментата, надалі вона залишилася обладунком переважно кінноти, легкої піхоти та допоміжних військ-ауксиліїв. Легіонери могли також підвдягати кольчугу під лорика сегментата для надійнішого захисту.
Незважаючи на складність виробництва, лорика гамата обходилася дешевше, ніж лорика сегментата. Після поступової відмови у ІІІ-IV ст. н. е. від останньої, римські легіонери знову перейшли на лорика гамата. Нові зразки відрізнялися від стародавніх: їхня довжина сягала колін, для зручності у нижній частині попереду і ззаду були розрізи, з'явилися довгі рукави. У цілому, вони виглядали вельми схоже на кольчуги середньовічних лицарів.

## Галерея

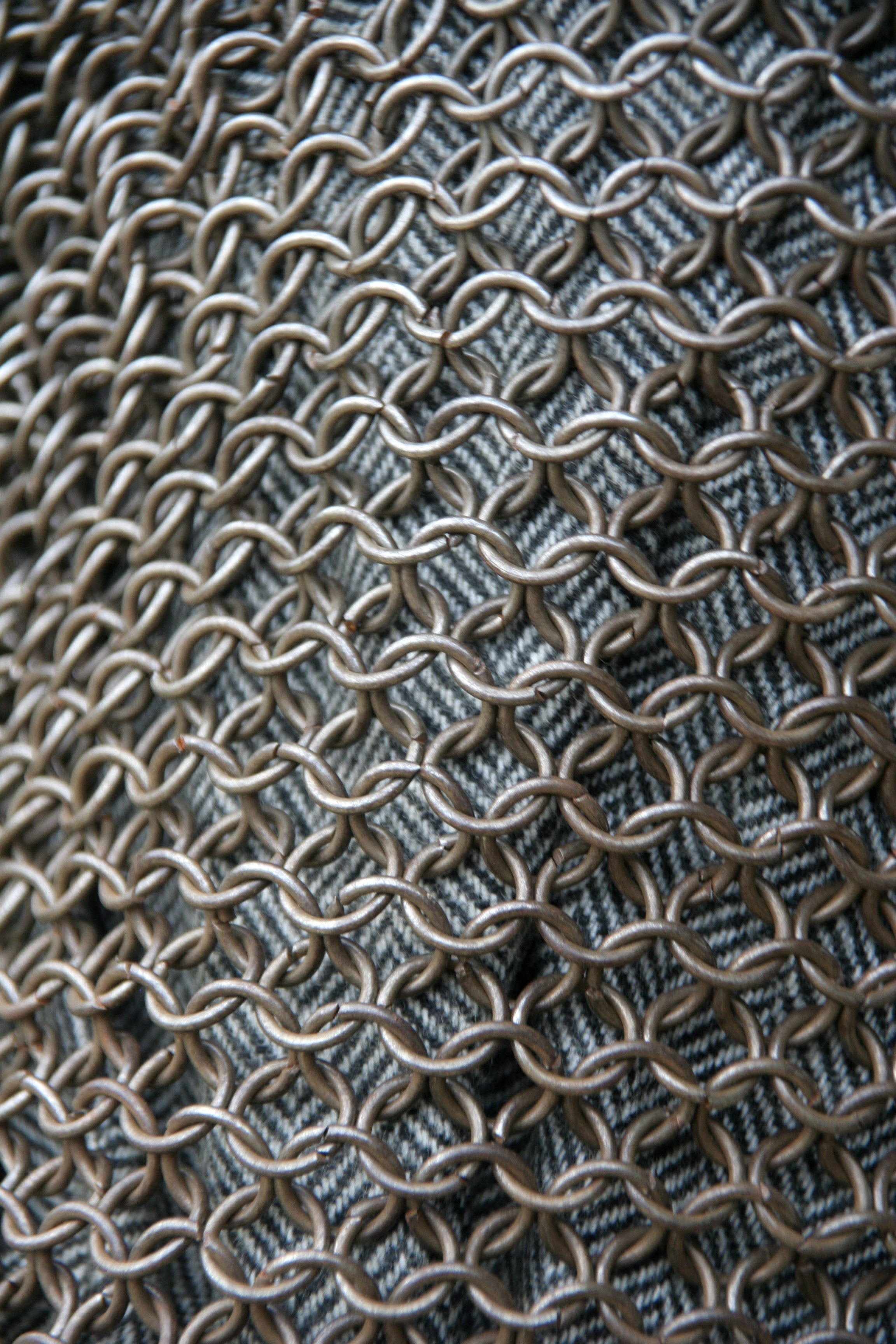
Фрагмент сучасної реконструкції лорика гамата, що показує її структуру.
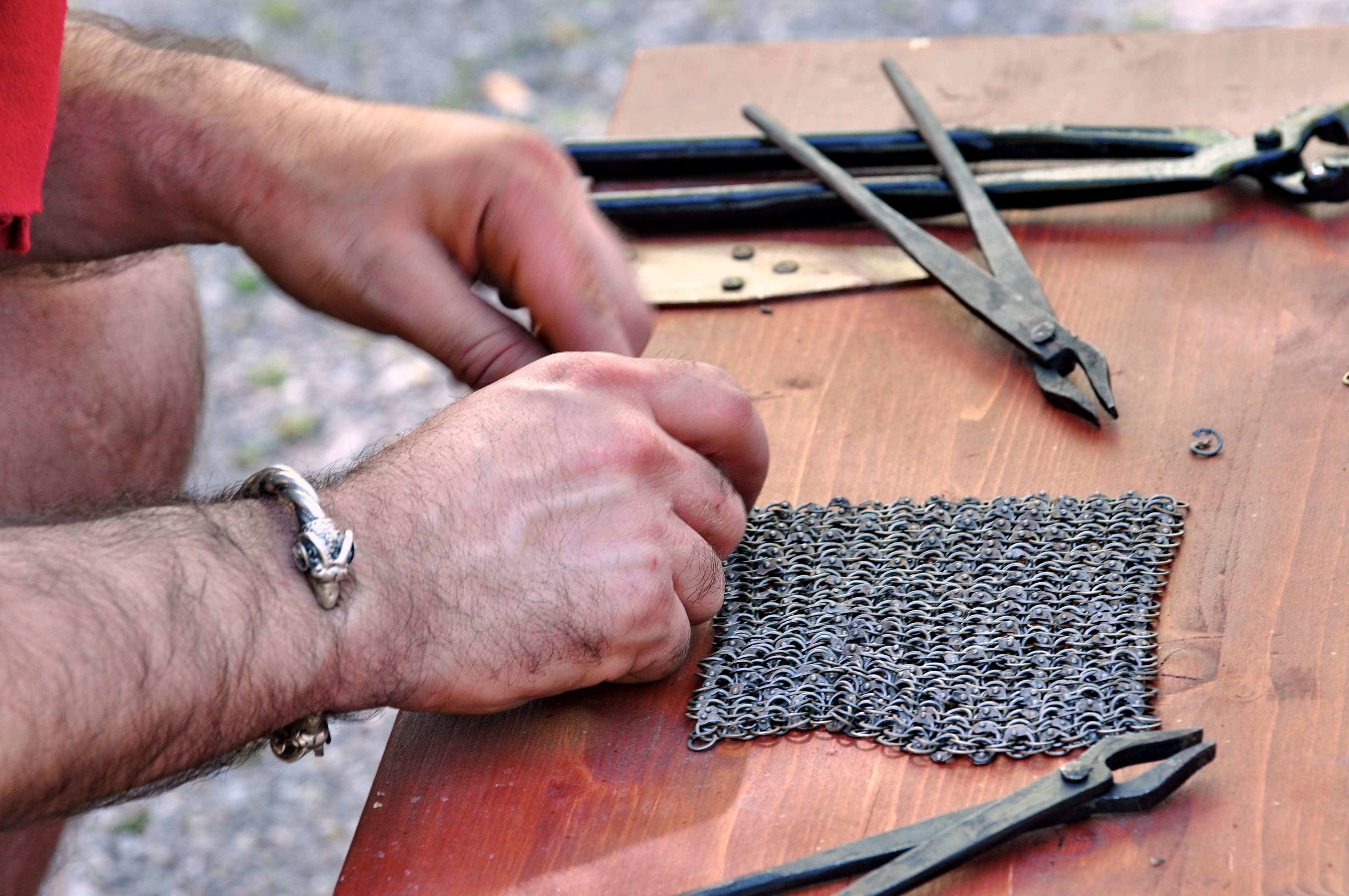
Вироблення лорика гамата
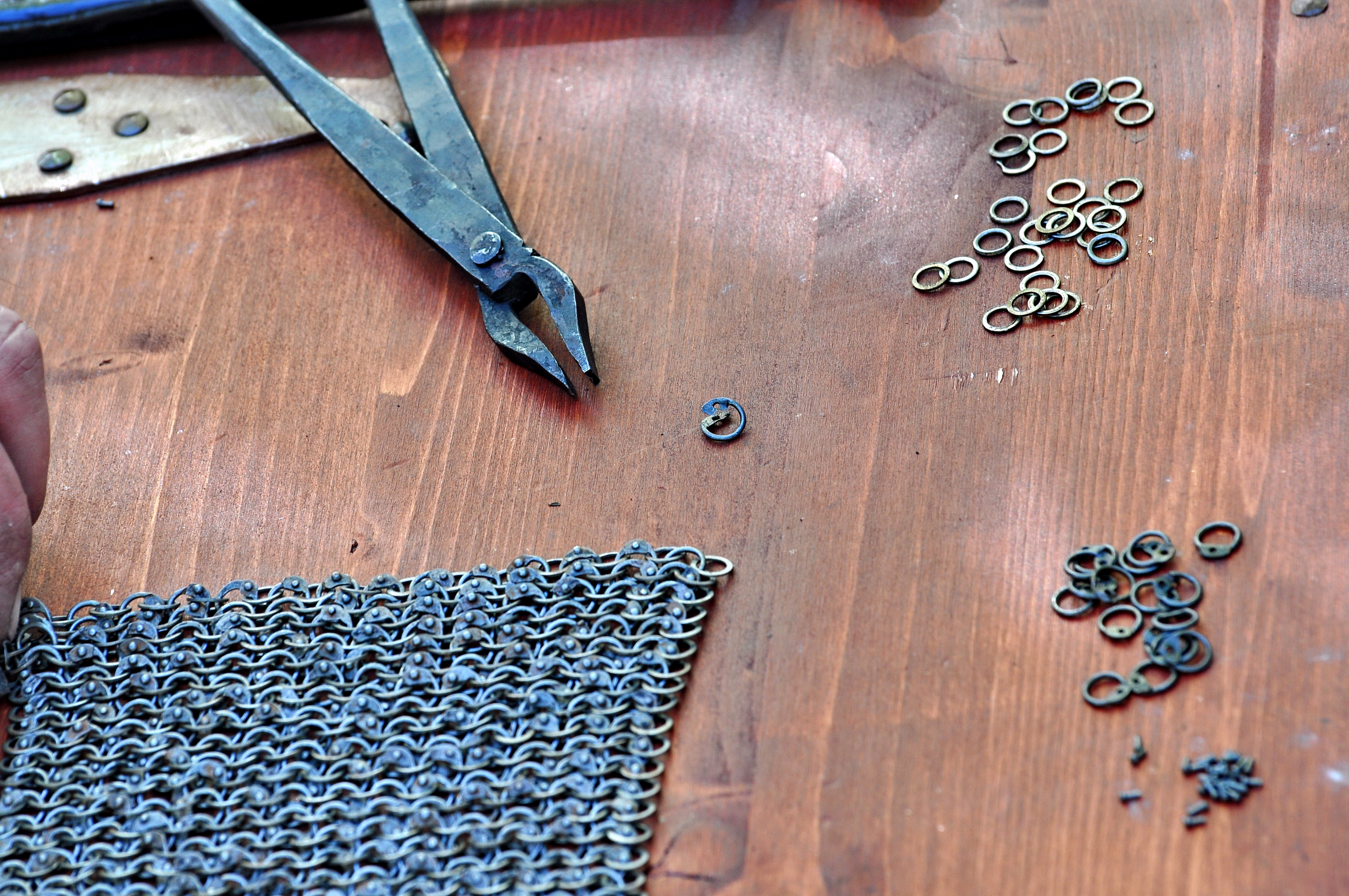
Вироблення лорика гамата
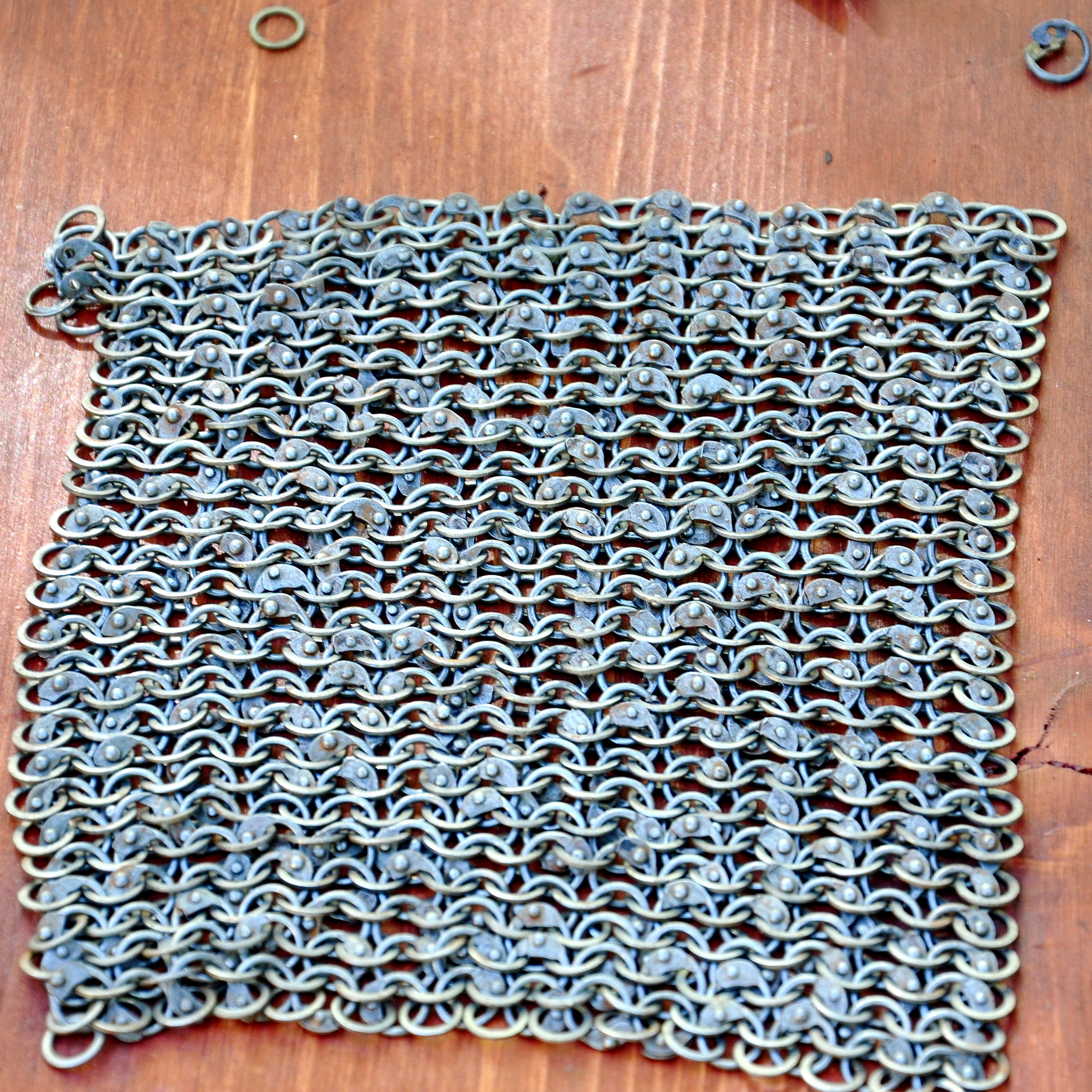
Клапоть кольчужного полотна
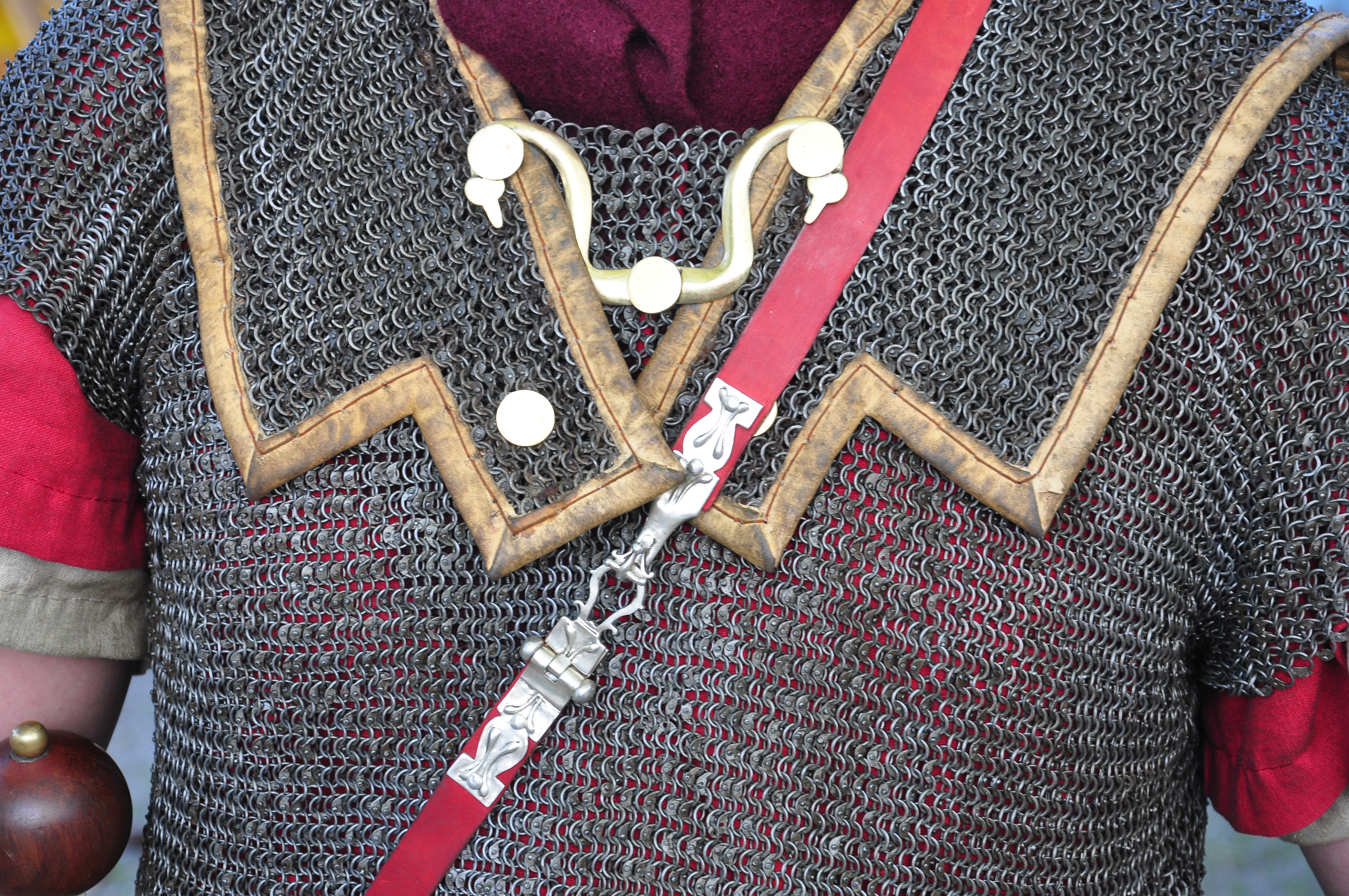
Лорика гамата на грудях
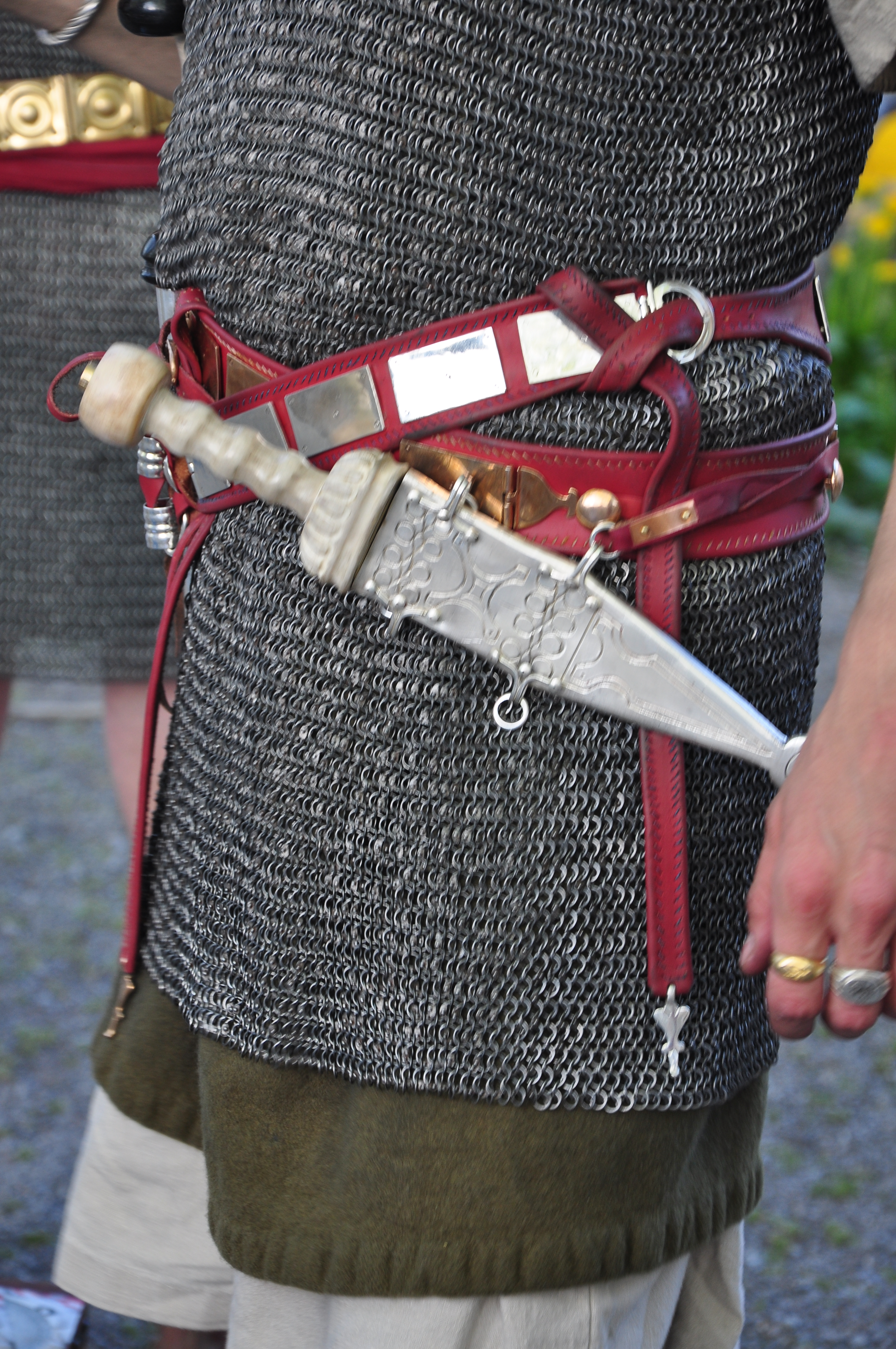
Лорика гамата з надітою поверх портупеєю-cingulum
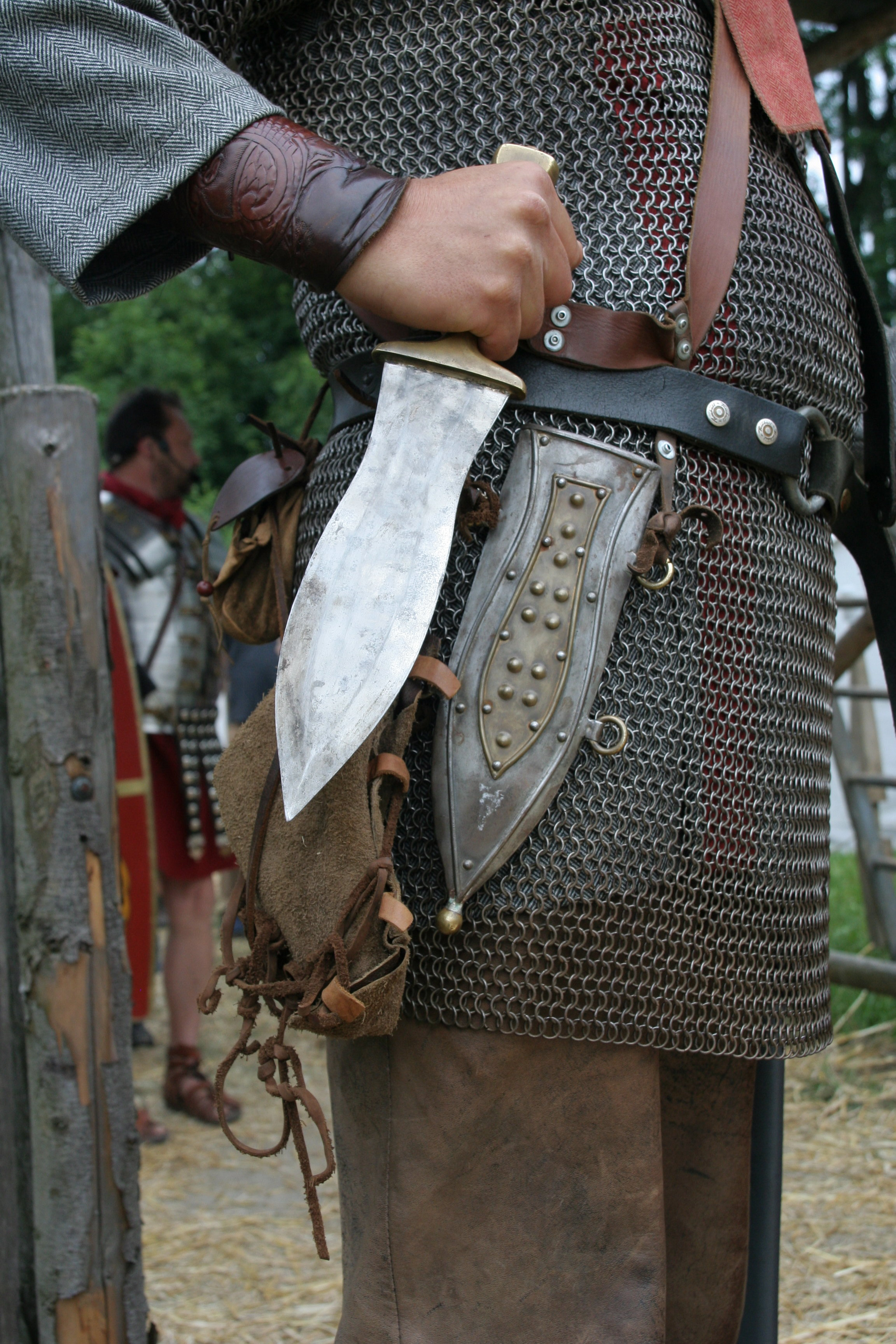
Кинджал-пугіо поверх лорика гамата